# راینشتورف
راینشتورف (به آلمانی: Reinstorf) یک شهر در آلمان است که در اوشتایده واقع شده‌است. راینشتورف ۱٬۳۳۵ نفر جمعیت دارد.